# 巴特拉星項鯰
巴特拉星項鯰（学名：Asterophysus batrachus）為輻鰭魚綱鯰形目項鰭鯰科的其中一種，俗稱「大嘴鯨」，為熱帶淡水魚類，分布於南美洲內格羅河及奧里諾科河中游流域，體長可達25公分，棲息在底層水域，生活習性不明。
巴特拉星項鯰吞食能力非常強，它可以吞下一條與自己體形相約的錦鯉。